# Korbweiden-Blattkäfer
Der Korbweiden-Blattkäfer (Gonioctena viminalis, auch Veränderlicher Weidenblattkäfer)  ist  ein Käfer aus der Familie der Blattkäfer.  Die Gattung Gonioctena ist in Europa mit sechs Untergattungen und einundzwanzig Arten vertreten, die Art Gonioctena viminalis gehört zur Untergattung Gonioctena und tritt in Europa  in der Unterart Gonioctena viminalis viminalis auf.
Der auch im deutschsprachigen Raum beheimatete und leicht zu beobachtende Käfer legt meist Eier, bringt jedoch gelegentlich auch fertig entwickelte Larven zur Welt. Die Larven haben gern Hautkontakt zueinander, produzieren  Abwehrstoffe und werden anfangs von der Mutter gehütet.

## Bemerkungen zum Namen
Der Käfer ist bereits in der berühmten 10. Auflage von Linnés Systema Naturae von 1758 beschrieben und trägt dort den Namen Chrysomela viminalis.
Linné wählt als Artnamen für seine Chrysomela überwiegend die Namen von Pflanzen, auf denen die Käfer zu finden sind. Schon vor der Einführung der Binominalen Nomenklatur beschreibt Linné in der Erstausgabe der Fauna Svecica (Tierwelt von Schweden) 1746 den Käfer als Chrysomela mit der Nr. 429 und nennt als dessen Wirtspflanze auf der Weide mit den zottigen Blättern (lat. habitat in Salice foliis hirsutis mit Hinweis auf die Weide Nr. 811 in der Flora Svecica (Pflanzenwelt von Schweden)). In der erweiterten Ausgabe der Fauna Svecica von 1761 trägt der Käfer bereits die Nr. 524 und den Namen Chrysomela viminalis und als Wirtspflanze wird die Sal-Weide genannt (lat. habitat in Salice caprea ebenfalls mit Verweis auf Weide Nr. 811 in der Flora Svecica). Bei der Erstbeschreibung 1758 bemerkt Linné für die Wirtspflanze allgemeiner auf Weiden (lat. habitat in Salicibus). Den Namen Chrysomela caprea vergibt er an den Braungelben Weidenblattkäfer mit der Nr. 64. Salix viminalis benennt die Korb-Weide, auf der der Käfer ebenfalls zu finden ist. Dem entspricht auch der Vernakularname Korbweiden-Blattkäfer.
Der Käfer wurde zeitweise als Phytodecta viminalis oder als Phytodecta (Gonioctena) viminalis in die Gattung Phytodecta gestellt.
Die Gattung Gonioctena wurde 1869 von Motschulski aufgestellt. Der Gattungsname Gonioctena ist vom altgriechischen γονία, ‚gonía‘ für ‚Ecke‘ und κτείς, κτενός ‚ktēīs, ktenós‘ für ‚Kamm‘ abgeleitet und bezieht sich auf die zahnartig zu einer Ecke ausgezogenen  Mittel- und Hinterschienen. Diese sind auf der den Tarsen zugewandten Seite wie ein Kamm mit Zähnchen besetzt (Abb. 6).

## Eigenschaften des Käfers
| |                                                                                             |
| Abb. 1: verschiedene Ansichten und Farbvarianten |                                                                                             |
| |                                                                                             |
| Abb. 2: linker Fühler, 3,5,10 Nummer des Fühlerglieds A: Endglieder von der Seite, B: Endglieder in Aufsicht C. 10. Glied um 90° gedreht, grüne Hilfslinien zum Vergleich von Länge und Breite des 10. Glieds, schwarze Hilfslinien zum Vergleich der Längen des 3. und 5. Fühlergliedes     |                                                                                             |
| |                                                                                             |
| Abb. 3: Mundwerkzeuge von unten, rechter Unterkie- fer und rechter Lippentaster entfernt, teilweise getönt pink: rechter Oberkiefer, die Aushöhlung intensiver ge- tönt, Pfeilspitze auf Vertiefung für Lippentaster, grün: Unterlippe, gelb: linker Lippentaster, blau: linker Kiefertaster |                                                                                             |
| |                                                                                             |
| Abb. 4: Halsschild, unterschiedliche Punktierung (Kopf und rechtes Vorderbein ausgegraut) |                                                                                             |
| |                                                                                             |
| Abb. 5: rechte Flügeldecke, Aufsicht auf den hinteren Teil; S Flügeldeckennaht, 1, 2, 5, 7, 9 Nummern der Punktstreifen, der 7. Streifen ist durchgehend blau getönt, der 1., 3., 5., und 9. Punktstreifen sind nahe der Basis der Flügeldecken weiß getönt                                  |                                                                                             |
| |                                                                                             |
| Abb. 6: linke Schienen von unten, I Vorderbein II mittleres Beinpaar III Hinterbein | Abb. 7: Krallenpaar Pfeilspitze auf Zahn der einen Kralle (Zahn der andren Kralle verdeckt) |

Der Käfer erreicht eine Körperlänge von 5,5 bis sieben Millimetern. Die Unterseite und der Kopf sind schwarz. Halsschild und Flügeldecken sind rot mit schwarzen Flecken, die in Größe und Anzahl stark variieren. Schon Kraatz nennt über 20 Varianten, Löbl zählt allein für die Unterart Gonictena viminalis viminalis 29 benannte Varianten auf. Der Käfer kann auch völlig schwarz sein. Er hat die bei Blattkäfern typische ovale und gewölbte Form, der Halsschild ist jedoch relativ flach.
Der Kopf schließt eng an den Halsschild an. Er wird mehr als 45 Grad zur Körperlängsachse gesenkt getragen. Die Fühler sind elfgliedrig und schnurförmig, die letzten Glieder sind abgeflacht mit verbreiterten Endgliedern (in Abb. 2 zum Vergleich A von der Seite, B in Aufsicht). Die Basisglieder sind gewöhnlich gelblich, die Endglieder dunkel. Das dritte Fühlerglied ist kaum länger als das fünfte (Längenvergleich in Abb. 2 durch schwarze, gestrichelte Hilfslinien), das zehnte ist nicht länger als breit (Vergleich von Länge und Breite in Abb. 2 B und C mit grünen Hilfslinien). Die Oberkiefer sind seitlich ausgehöhlt (Höhlung in Abb. 3 intensiv pink getönt), so dass die Endglieder der Kiefertaster (in Abb. 3 blau getönt) darin eingelegt werden können. Auch auf der Unterseite zeigt der Oberkiefer Aussparungen, in diese kommen die Lippentaster (in Abb. 3 gelb getönt) zu liegen (Pfeilspitze in Abb. 3).
Der flache Halsschild trägt vor dem Schildchen einen quer liegenden Fleck, der häufig in zwei Flecke zerteilt ist.  An der Seite ist der Halsschild ziemlich grob punktiert, zur Mitte wird die Punktierung fein bis sehr fein (Abb. 4). Die Vorderecken des Halsschilds sind stark gerundet, die Hinterecken schließen etwa rechtwinklig an die Flügeldecken an.
Das Schildchen ist schwarz, nicht gelb oder heller bräunlich.
Die Punkte der Flügeldecken sind in neun Reihen angeordnet, die nur wenige Unregelmäßigkeiten zeigen. Insbesondere ist die siebte Punktreihe im hinteren Flügeldeckenbereich nicht durch danebengestellte Punkte unregelmäßig (Abb. 5). Zwischen der Flügeldeckennaht (Sutur) und dem 1. Punktstreifen ist ein verkürzter Scutellarstreifen ausgebildet. Die Intervalle zwischen den Punktreihen sind fein und unregelmäßig punktiert. Die Flügeldecken sind glänzend. Auf jeder Flügeldecke befinden sich bis zu fünf Flecken, ihre Anzahl kann jedoch einerseits bis auf Null reduziert werden, andrerseits können sie groß werden und miteinander verschmelzen. Im Extremfall können die Flügeldecken oberseits völlig schwarz sein. Die Epipleuren der Flügeldecken sind untergeschlagen (Unterseite in Abb. 1).
Die Beine sind vollständig schwarz, höchstens an den Schienen teilweise rötlich. Wie bei allen Arten der Gattung sind Mittel- und Hinterschienen vor den Tarsen außen zu einem dreieckigen Zahn ausgezogen (Abb. 6 II und III). Die Hinterseite dieses Zahnes ist kammartig mit kleinen Zähnchen besetzt.  Bei Gonioctena viminalis und bei einigen anderen Arten der Gattung sind auch die Vorderschienen an der Spitze außen zahnartig erweitert und dort mit Zähnchen bewehrt (Abb. 6 I). Die scheinbar vier Tarsenglieder (ein fünftes Glied ist winzig) sind breit, die Klauen sind gezähnt (Abb. 7).

## Larve
Die Larven (Abb. 8) werden im letzten Stadium bis zehn Millimeter lang bei einer Breite von etwa drei Millimetern und einer Kopfweite von 1,7 bis 1,8 Millimetern. Die Oberseite ist schwach gewölbt, die Unterseite ziemlich flach. Die ausgefärbten Larven sind oberseits dunkel braunschwarz, die Unterseite ist blasser. Die Farbe kommt dadurch zustande, dass die blass rötlich-gelbliche Haut ziemlich dicht von stark sklerotisierten Platten bedeckt ist, die schwarzbraune Tuberkel bilden. Frisch geschlüpfte Larven sind orangerot (Abb. 11).
Der Kopf ist glänzend schwarz. Der Kopfschild ist deutlich abgesetzt. Die Fühler sind kurz und dreigliedrig. Die Oberlippe ist tief ausgeschnitten, der Oberkiefer fünfzähnig. Die Kiefertaster sind dreigliedrig, das erste Glied viel breiter als lang, das zweite etwas schmaler und etwa gleich lang wie breit, das dritte kegelförmig. Die Lippentaster sind zweigliedrig, kegelförmig zugespitzt, das Grundglied viel dicker als das Endglied. Auf jeder Seite befinden sich sechs Einzelaugen, das eine unter dem Fühler, das zweite etwas weiter entfernt hinter dem Fühler, die vier übrigen weiter hinten und oben in Form eines Quadrates angeordnet.
Die Vorderbrust ist etwas stärker glänzend als die folgenden Segmente und mit einer zarten Längslinie versehen. Mittel- und Hinterbrust unterscheiden sich in der Aufsicht kaum von den vorderen sechs Hinterleibssegmenten. Alle sind durch einen Quereinschnitt in zwei in Aufsicht sehr ähnliche Querwülste unterteilt. Auch bezüglich der Breite gehen die Brustabschnitte unmerklich in die Hinterleibsabschnitte über. Bis zum sechsten Hinterleibssegment verbreitert sich der Körper, danach verschmälert er sich zunehmend. Zwischen dem siebten und achten Hinterleibssegment befinden sich paarige ausstülpbare Drüsen (Abb. 10). Die Chaetotaxie ist bei Hee-Wook Cho angegeben.
Eine Beschreibung der Puppe (Abb. 12) samt Bestimmungsschlüssel findet man bei Steinhausen.

## Biologie
| |                                             |
| Abb. 8: Larve von vorn und der Seite                                                               |                                             |
| |                                             |
| Abb. 9: links jüngere Larven mit Exuvien des voraus- gehenden Larvenstadiums, rechts ältere Larven |                                             |
| |                                             |
| Abb. 10: Abwehr- drüsen ausgestülpt                                                                | Abb. 11: Häutung, Exuvie noch am Hinterleib |
| |                                             |
| Abb. 12: Puppe von der Seite, unten und oben                                                       |                                             |

Die Käfer findet man von Mai bis Juli an feuchten Waldrändern oder lichten Stellen im Wald mit Weiden, auch an Ufern von Gewässern, in Mooren, Bruchlandschaften und auf Salzwiesen. Käfer und Larve ernähren sich von den Blättern verschiedener Weidenarten, man kann die Käfer aber auch in der Nähe der Wirtsbäume an Hasel oder unter Steinen versteckt finden. Wirtspflanzen sind in Mitteleuropa insbesondere Ohr-Weide, Sal-Weide, Grau-Weide und Korb-Weide. Am Feldberg wurde der Käfer auch auf der Großblättrigen Weide gefunden. Die Käfer fressen vom Rand her Löcher in die Blätter (Taxobild), die Larven skelettieren die Blätter.
Der Lebenszyklus ist einjährig. Das Insekt überwintert als Käfer und erscheint im April auf den Wirtspflanzen.  Bei Störung lassen sich die Tiere auf den Boden fallen. Ein Reifungsfraß ist nicht notwendig. Im Mai verpaaren sich die Käfer mehrmals. Die Larven entwickeln sich in den Eiern bereits im Mutterleib, so dass sie nach der Eiablage sofort schlüpfen können (Ovoviviparie). Es werden in der Literatur aber auch Fälle geschildert, in dem die Larven bereits im Mutterleib das Ei verlassen und vom Käfer als fertige Larven ohne Eihüllen abgesetzt werden. Im ersten Fall wird der gesamte Eiervorrat (bis zu fünfzig Stück) auf ein Mal in kleinen Häufchen auf der Unterseite der Blätter abgelegt. Die Eier sind rötlich, zylindrisch und an den Enden leicht zugespitzt. Die Larven schlüpfen unmittelbar nach der Eiablage. Im zweiten Fall werden bis zu vierzig Larven unmittelbar hintereinander geboren. Diese sind anfangs gelborange, dunkeln aber schnell und werden schließlich schwarz. Mindestens während der ersten beiden Larvenstadien bleiben die Larven eng beieinander und fressen gemeinsam (Abb. 9). Ist ein Blatt verzehrt, vergesellschaften sich die Larven wieder auf einem anderen Blatt. Offensichtlich existiert hier schon eine Art Gemeinschaftssinn.  Während der frühen Entwicklungsstadien werden die Larven auch von der Mutter geschützt. Der Käfer hält sich in der Nähe der Larven auf, Eier lässt er unbehütet.
Auch die Häutung zum folgenden Stadium wird gleichzeitig vollzogen.  Die Verpuppung erfolgt Ende Juni, Anfang Juli nach dem vierten Larvenstadium in der Erde. Der Käfer schlüpft etwa zwölf Tage später. Die Gesamtentwicklung von der Eiablage beziehungsweise Geburt bis zum Schlüpfen des Käfers dauert etwa 33 Tage. In Versuchsreihen im Labor wurden die Larven bei reichlichem Nahrungsangebot in verschieden großen Gruppen gehalten. Dabei zeigte sich, dass bei Gruppen mit wenig Larven die Nahrungsaufnahme und die Gewichtszunahme pro Larve abnahm. Im Extremfall zeigten isoliert gehaltene Larven Verhaltensstörungen und starben. Der negative Effekt auf die Entwicklung bei experimenteller Verhinderung der gemeinsamen Lebensweise nimmt im dritten und vierten Larvenstadium deutlich ab.
Bei stärkerer Belästigung biegt die Larve in einer abrupten Bewegung das Hinterleibende nach oben und stülpt für kurze Zeit zwischen dem siebten und achten Hinterleibsring eine rote, paarige Drüse von etwa einem Millimeter Länge aus (Abb. 10). An dieser sitzen frisch riechende Tröpfchen mit Abwehrstoffen. Gleichzeitig wird ringförmig um den Anus eine hellrote Membran ausgestülpt. Die Abwehrstoffe bestehen zu über neunzig Prozent aus einem identifizierten Keton und vier weiteren chemischen Verbindungen.
Nach Paarung und Eiablage findet man die Käfer weiterhin an den Blättern, ab Ende Juni können die Käfer zweier Generationen gleichzeitig anwesend sein. Trotz der kurzen Entwicklungszeit wird keine zweite Generation ausgebildet. Die Käfer verschwinden aber relativ früh. Dabei sterben die Tiere aus dem Vorjahr ab, die frisch geschlüpfte Generation verkriecht sich für eine Sommerruhe im Boden (trockene Luft bewirkt eine Lethargie beim Käfer), die in die Winterruhe übergeht. Es wurden Tiere beobachtet, die elf Monate bis zum nächsten Frühjahr keine Nahrung zu sich nahmen, obwohl diese zur Verfügung stand.
Bei Massenbefall kann Gonioctena viminalis in Korbweidenkulturen schädlich werden.

## Verbreitung
Die Unterart Gonioctena viminalis viminalis ist in Nord- und Mitteleuropa weit verbreitet. In Europa fehlt sie nur im Süden (Albanien, Griechenland, Spanien, Portugal und einige Anrainerländer der Adria). Nach Osten ist die Unterart bis nach Sibirien vertreten. Die Unterart Gonioctena viminalis rubra ist auf das asiatische Russland, die Mongolei, Korea und den Nordosten von China beschränkt.
Die Angaben dazu, ob Gonioctena viminalis auch in Nordamerika (Alaska) vorkommt, sind widersprüchlich.